# Славик, Маркку
Маркку Славик (нем. Markku Slawyk, 8 декабря 1962, Саариярви, Финляндия) — немецкий хоккеист (хоккей на траве), полевой игрок. Серебряный призёр летних Олимпийских игр 1984 года.

## Биография
Маркку Славик родился 8 декабря 1962 года в финском городе Саариярви. В 1966 году вместе с семьёй переехал в ФРГ.
До 1986 года играл в хоккей на траве за «Байер» из Леверкузена, после чего перешёл в «Уленхорстер» из Гамбурга. Также играл за «Крефельдер».
В 1982 году в составе юниорской сборной ФРГ выиграл чемпионат мира в Куала-Лумпуре и в том же сезоне дебютировал в главной команде страны.
В 1983 и 1987 годах завоевал бронзовые медали чемпионата Европы.
В 1984 году вошёл в состав сборной ФРГ по хоккею на траве на летних Олимпийских играх в Лос-Анджелесе и завоевал серебряную медаль. Играл в поле, провёл 7 матчей, забил 1 мяч в ворота сборной США).
В 1986 году стал бронзовым призёром чемпионата мира в Лондоне и победителем Трофея чемпионов.
В 1982—1987 годах провёл за сборную ФРГ 96 матчей, в том числе 84 на открытых полях, 12 в помещении.
По окончании игровой карьеры стал тренером. С 2019 года тренирует молодёжную команду «Крефельдера».